# Premyer Liqası (2014/2015)
Premyer Liqası 2014/2015 (znana jako Topaz Premier League ze względów sponsorskich) była 23. edycją najwyższej klasy rozgrywkowej piłki nożnej w Azerbejdżanie.
Brało w niej udział 10 drużyn, które w okresie od 9 sierpnia 2014 do 28 maja 2015 rozegrały 36 kolejek meczów.
Tytuł mistrzowski zdobyła drużyna Qarabağ FK po raz drugi z rzędu, a trzeci w swojej historii.

## Format rozgrywek
Dziesięć uczestniczących drużyn gra ze sobą czterokrotnie.
Zwycięzca ligi zostaje mistrzem Azerbejdżanu i kwalifikuje się do II rundy kwalifikacyjnej Ligi Mistrzów UEFA.
Drużyny z drugiego i trzeciego miejsca oraz zdobywca Pucharu Azerbejdżanu, zagrają w kwalifikacjach Ligi Europy UEFA.
W przypadku zdobycia pucharu przez drużynę, która zapewniła sobie grę w europejskich pucharach, awans otrzymuje czwarta drużyna rozgrywek.
Do niższej ligi spada bezpośrednio ostatnia drużyna.

## Drużyny
| Uczestnicy poprzedniej edycji | Uczestnicy poprzedniej edycji | Uczestnicy poprzedniej edycji | Uczestnicy poprzedniej edycji |
| --- | ----------------------------- | ----------------------------- | ----------------------------- |
| QAA | Qarabağ FK                    | Baku                          | 1                             |
| INT | İnter Baku                    | Baku                          | 2                             |
| QAB | FK Qəbələ                     | Qəbələ                        | 3                             |
| NEF | Neftçi PFK                    | Baku                          | 4                             |
| BAK | FK Bakı                       | Baku                          | 5                             |
| KHA | Xəzər Lenkoran                | Lenkoran                      | 6                             |
| SIZ | Simurq Zaqatala               | Zaqatala                      | 7                             |
| OSB | AZAL Baku                     | Baku                          | 8                             |
| SUM | Sumqayıt FK                   | Sumgait                       | 9                             |
| Awans z Birinci Divizionu |                               |                               |                               |
| ARA | Araz Nachiczewan              | Nachiczewan                   | 1                             |
| Oznaczenia: - kolumna pierwsza – skróty nazw drużyn, - kolumna trzecia – siedziba klubu, - kolumna czwarta – miejsce zajęte w poprzednim sezonie. |                               |                               |                               |

## Tabela
| Lp. | Drużyna              | M  | Z  | R  | P  | B+ | B– | +/– | Pkt | Kwalifikacja lub spadek                      |
| --- | -------------------- | -- | -- | -- | -- | -- | -- | --- | --- | -------------------------------------------- |
| 1   | Qarabağ (M, P)       | 32 | 20 | 8  | 4  | 51 | 28 | +23 | 68  | Liga Mistrzów UEFA • II runda kwalifikacyjna |
| 2   | İnter Baku           | 32 | 17 | 12 | 3  | 55 | 20 | +35 | 63  | Liga Europy UEFA • I runda kwalifikacyjna    |
| 3   | Qəbələ               | 32 | 15 | 9  | 8  | 46 | 35 | +11 | 54  | Liga Europy UEFA • I runda kwalifikacyjna    |
| 4   | Neftçi Baku          | 32 | 13 | 10 | 9  | 38 | 33 | +5  | 49  | Liga Europy UEFA • I runda kwalifikacyjna    |
| 5   | Simurq Zaqatala (W)  | 32 | 11 | 6  | 15 | 41 | 39 | +2  | 39  | [ i ]                                        |
| 6   | AZAL                 | 32 | 10 | 9  | 13 | 37 | 42 | −5  | 39  |                                              |
| 7   | Xəzər Lenkoran       | 32 | 8  | 8  | 16 | 35 | 46 | −11 | 32  |                                              |
| 8   | Sumgayit             | 32 | 7  | 10 | 15 | 32 | 43 | −11 | 31  |                                              |
| 9   | Baku (W)             | 32 | 3  | 8  | 21 | 19 | 68 | −49 | 17  | [ ii ]                                       |
| 10  | Araz Nachiczewan (W) | 0  | 0  | 0  | 0  | 0  | 0  | 0   | 0   | [ iii ]                                      |

1. ↑  Simurq Zaqatala z powodów finansowych został wycofany z ligi po zakończeniu rozgrywek[2][3][4].
2. ↑  Baku z powodów finansowych został wycofany z ligi po zakończeniu rozgrywek[5].
3. ↑  Araz Nachiczewan został wycofany z ligi 17 listopada 2014[6][7][8][9].

## Wyniki
| Gospodarz \ Gość | AZL | BAK | INT | KHA | SIM | NEF | QAR | GAB | SUM | AZL | BAK | INT | KHA | SIM | NEF | QAR | GAB | SUM |
| ---------------- | --- | --- | --- | --- | --- | --- | --- | --- | --- | --- | --- | --- | --- | --- | --- | --- | --- | --- |
| AZAL             |     | 0–1 | 1–1 | 1–1 | 2–2 | 2–1 | 0–3 | 3–3 | 3–2 |     | 2–0 | 1–1 | 3–1 | 5–0 | 0–1 | 0–1 | 0–4 | 1–1 |
| Baku             | 1–3 |     | 0–1 | 0–0 | 1–0 | 1–3 | 2–4 | 0–2 | 1–2 | 0–2 |     | 1–2 | 2–1 | 0–3 | 0–0 | 1–1 | 0–2 | 0–0 |
| İnter Baku       | 1–0 | 7–0 |     | 3–1 | 0–0 | 2–1 | 0–0 | 4–0 | 5–1 | 2–0 | 4–0 |     | 2–0 | 2–1 | 4–0 | 2–1 | 1–2 | 0–0 |
| Xəzər Lenkoran   | 1–1 | 4–0 | 1–0 |     | 2–1 | 2–2 | 2–3 | 3–0 | 0–1 | 1–0 | 2–1 | 1–2 |     | 0–0 | 2–2 | 1–1 | 0–1 | 3–2 |
| Simurq Zaqatala  | 2–0 | 5–2 | 1–1 | 2–0 |     | 1–0 | 2–3 | 1–2 | 3–2 | 1–0 | 4–0 | 2–3 | 2–0 |     | 0–1 | 0–2 | 2–0 | 1–1 |
| Neftçi Baku      | 4–0 | 1–0 | 0–0 | 1–0 | 2–1 |     | 1–3 | 0–0 | 3–2 | 1–1 | 2–0 | 0–2 | 2–0 | 0–0 |     | 0–1 | 1–3 | 2–2 |
| Qarabağ          | 2–1 | 2–2 | 0–0 | 3–2 | 1–0 | 0–0 |     | 2–0 | 2–0 | 2–1 | 4–1 | 0–0 | 1–0 | 1–0 | 3–2 |     | 0–1 | 1–0 |
| Qəbələ           | 1–2 | 1–1 | 1–1 | 1–1 | 2–3 | 0–0 | 2–1 |     | 3–1 | 0–1 | 3–0 | 1–1 | 3–1 | 1–0 | 1–3 | 1–1 |     | 2–0 |
| Sumgayit         | 0–1 | 1–1 | 0–0 | 1–2 | 2–1 | 0–1 | 3–0 | 1–1 |     | 0–0 | 0–0 | 3–1 | 2–0 | 1–0 | 0–1 | 1–2 | 0–2 |     |

1. ↑  Mecz 1. kolejki między Sumgayit a Qarabağ został zweryfikowany jako walkower dla Sumgayit. Qarabağ korzystał z większej liczby cudzoziemców niż jest limit[12]. Wynik na boisku 0-3 dla Qarabağ.

## Najlepsi strzelcy
| Bramki | Strzelcy             | Drużyna         |
| ------ | -------------------- | --------------- |
| 15     | Nurlan Novruzov      | Baku            |
| 14     | Dragan Ćeran         | Simurq Zaqatala |
| 13     | Freddy Mombongo-Dues | AZAL            |
| 13     | Magomed Kurbanov     | Sumgayit        |
| 11     | Cavid Hüseynov       | Qəbələ          |
| 11     | Nicolás Canales      | Neftçi Baku     |
| 10     | Reynaldo             | Qarabağ         |
| 10     | Leroy George         | Qarabağ         |
| 9      | Mikel Álvaro         | İnter Baku      |
| 8      | Nildo                | İnter Baku      |
| 8      | Rəşad Eyyubov        | Simurq Zaqatala |
| 8      | Victor Mendy         | Qəbələ          |

Źródło: 

## Stadiony
| Araz Nachiczewan |
| ---------------- |
| Stadion Miejski  |
|                  |

| AZAL         |
| ------------ |
| Stadion AZAL |
|              |

| Baku                                  |
| ------------------------------------- |
| Stadion Bakı FK-nın Təlim-Məşq Bazası |
|                                       |

| Qəbələ          |
| --------------- |
| Stadion Miejski |
|                 |

| İnter Baku   |
| ------------ |
| Stadion Şəfa |
|              |

| Xəzər Lenkoran  |
| --------------- |
| Stadion Miejski |
|                 |

| Neftçi Baku   |
| ------------- |
| Bakcell Arena |
|               |

| Qarabağ               |
| --------------------- |
| Stadion Republikański |
|                       |

| Simurq Zaqatala |
| --------------- |
| Stadion Miejski |
|                 |

| Sumgayit                 |
| ------------------------ |
| Stadion Mehdi Huseynzade |
|                          |

Źródło: 